# Dicodia
Dicodia  (лат.) — род прыгающих насекомых из семейства цикадок (Cicadellidae). Южная Америка. Длина 7-10 мм (самки крупнее). Скутеллюм крупный, его длина равна длине пронотума. Голова угловатая спереди, отчётливо уже пронотума; лоб широкий. Глаза относительно крупные, вытянуто-яйцевидные; оцеллии мелкие. Клипеус длинный и широкий. Эдеагус асимметричный, узкий. Сходны по габитусу с Boliviela и Tinocripus, отличаясь деталями строения гениталий. Род включают в состав подсемейства Coelidiinae.
- Dicodia germari Nielson 1982 — Боливия
- Dicodia rhombifer Linnavuori 1956 — Перу
- Dicodia variegata Germar 1821 — Южная Америка typus